# یوسیپ اسکوبلار
یوسیپ اسکوبلار (کرواتی: Josip Skoblar؛ زادهٔ ۱۲ مارس ۱۹۴۱) یک بازیکن فوتبال اهل کرواسی است که در پست مهاجم بازی می‌کرد.
وی همچنین برنده جوایزی همچون کفش طلای اروپا شده است.
از باشگاه‌هایی که در آن بازی کرده‌است می‌توان به المپیک مارسی و رییکا و هانوفر ۹۶ اشاره کرد.
وی سابقه ۳۲ بازی در تیم ملی فوتبال یوگسلاوی را در کارنامه دارد.